# Saint-Blaise (Szwajcaria)
Saint-Blaise – miejscowość i gmina w zachodniej Szwajcarii, w kantonie Neuchâtel. Leży nad jeziorem Lac de Neuchâtel.

## Demografia
W Saint-Blaise mieszka 3 277 osób. W 2021 roku 20,7% populacji gminy stanowiły osoby urodzone poza Szwajcarią. 

## Transport
Przez teren gminy przebiegają autostrada A5 oraz drogi główne nr 5, nr 10 i nr 172.

## Współpraca
Miejscowość partnerska:
- St. Blasien, Niemcy